# Pokémon (serie de videojuegos)
La franquicia de videojuegos de Pokémon, también referida como un videojuego llamado Pokémon, son videojuegos de rol desarrollados principalmente por Game Freak y vendido para videoconsolas portátiles de Nintendo. 
La serie se divide en generaciones  las cuales son los grupos de videojuegos lanzados en un cierto período  de tiempo y que comparten una serie de características similares, concretamente los personajes, las criaturas (Pokémon) y la región donde se sucede la historia. Estas generaciones suelen corresponderse con las generaciones de las consolas. La aparición sucesiva de generaciones suele tener como consecuencia la publicación de nuevas entregas de diversos productos derivados de los videojuegos, como la serie de anime.

## Primera generación

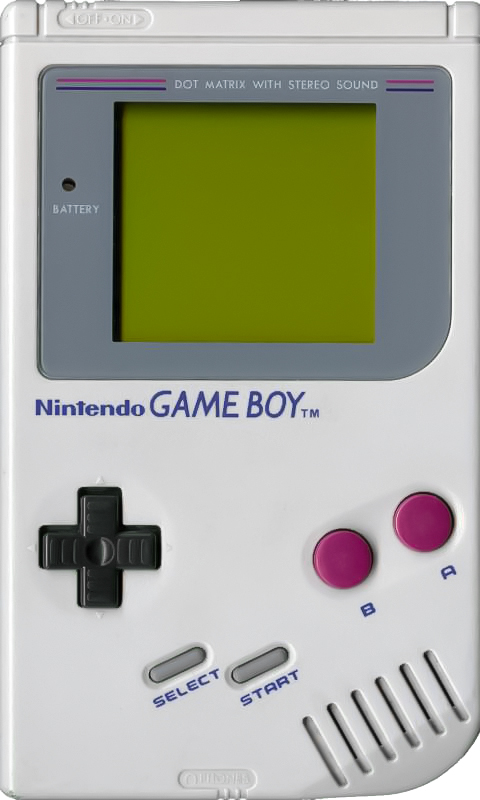
Game Boy.

La generación original, donde empezó todo, esta se corresponde con los videojuegos Pokemon Green (publicado solo en Japón) Pokémon Rojo, Pokémon Azul y Pokémon Amarillo para Game Boy puestos a la venta en 1996. Debido a que el nombre de estos juegos proviene de colores, también se les conoce como generación cromática. 
En Japón las ediciones comercializadas fueron en un principio la Roja y la Verde, con Charizard y Venusaur en la portada respectivamente. La Edición Azul (cuya mascota era Blastoise) fue una versión "especial" la cual contaba con mejoras como la reedición de los sprites de cada Pokémon. La Edición Amarilla (con Pikachu como la mascota) fue una versión especial de Pokémon Rojo y Pokémon Azul y se comercializó en todo el mundo. La premisa de esta edición fue asemejar los juegos al anime (empezar con Pikachu, capturar a Bulbasaur, Charmander y Squirtle, etc.). Los iniciales de la primera generación son: Bulbasaur, Charmander y Squirtle. Más tarde, el par de videojuegos original de esta generación tuvo una adaptación en la tercera generación, para Game Boy Advance y su reedición, Pokémon Amarillo, tuvo remake en la séptima generación, para Nintendo Switch.
La acción se desarrolla en la zona geográfica ficticia de Kanto. El número de Pokémon de estas ediciones es 151. De todos modos, sobre el Pokémon número 151, Mew hay cierta controversia de que fuera posible conseguirlo en las ediciones originales de Game Boy de un modo convencional.
Los videojuegos de la primera generación de Pokémon fueron un rotundo éxito que generó un "boom" mundial. Estos videojuegos acabaron cosechando más de 47 millones de copias vendidas, transformándose así en uno de los videojuegos más vendidos de la historia. Siendo actualmente el sexto videojuego más vendido de la historia. Los juegos entraron al Libro Guiness de los Récords Mundiales en la categoría de «Mejor juego vendido de RPG para la Game Boy» y «Mejor juego vendido de género RPG de todos los tiempos» en el año de 2009.
Siendo la primera generación, introduce elementos importantes a la franquicia como son los Pokémon iniciales, los Pokémon legendarios, el sistema clásico de los ocho gimnasios, el Alto Mando, el campeón y el equipo malvado que desea conquistar el mundo con la ayuda de los Pokémon. Esta primera generación también contó con otros juegos que no forman parte de la línea principal de la saga, pero sí de la generación, como el videojuego de la consola Nintendo 64, Pokémon Stadium, o el videojuego de Game Boy Color, Pokémon Trading Card Game.

## Segunda generación

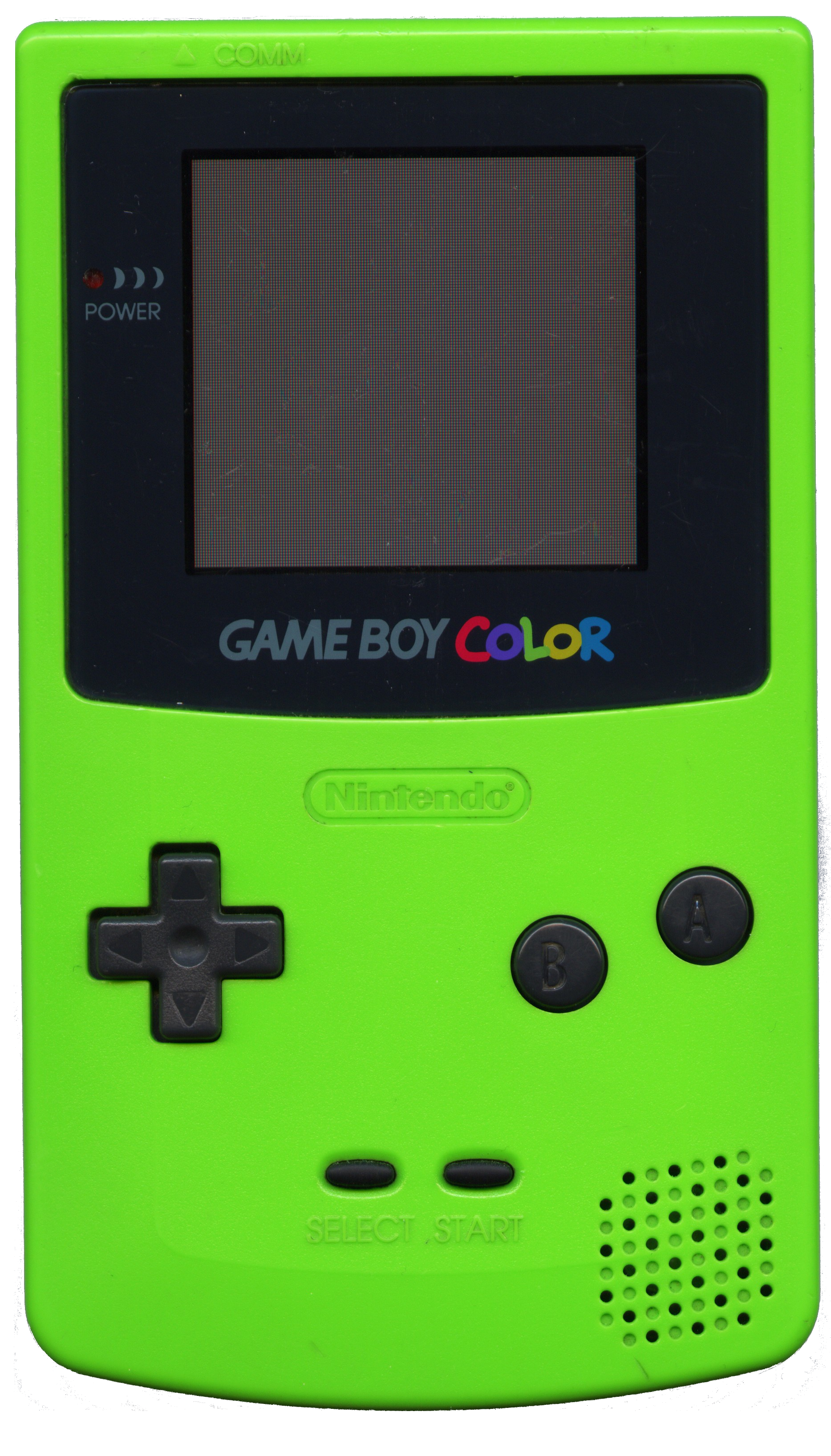
Game Boy Color.

La aparición de los juegos Pokémon Oro y Plata para Game Boy Color en 2001, supuso el inicio de la segunda generación de juegos de Pokémon, también conocida como generación metálica. Esta familia de juegos Pokémon se vio completada con la aparición de Pokémon Cristal ese mismo año. Las principales novedades fueron la suma de cien nuevos Pokémon, llegando a 251, y la aparición de la nueva región de Johto. Sus iniciales son: Chikorita, Cyndaquil y Totodile. El par original de juegos de esta generación tuvo una adaptación más tarde, en cuarta generación, para Nintendo DS.
Sus nuevas características fueron entre otras, la posibilidad de criar Pokémon a partir de huevos en la guardería y la aparición de las primeras pre-evoluciones (como Pichu, criado de un Pikachu hembra y un Pikachu macho); equipar a los Pokémon con objetos para recuperarse en combate, entre otras funciones; la atenuación del día y la noche, según la hora que fuese; la torre de batalla (añadida en Pokémon Cristal por primera vez); la recolecta de bayas; la separación entre Ataque Especial y Defensa Especial; la aparición de los tipos Acero y Siniestro; entre otras. 
La primera generación es totalmente compatible con la segunda, no así al revés, puesto que si un Pokémon no existía previamente o posee un ataque no existente, no será aceptado. Pokémon Stadium 2 es compatible con las 6 ediciones de Game Boy y está agrupado también en la segunda generación.

## Tercera generación

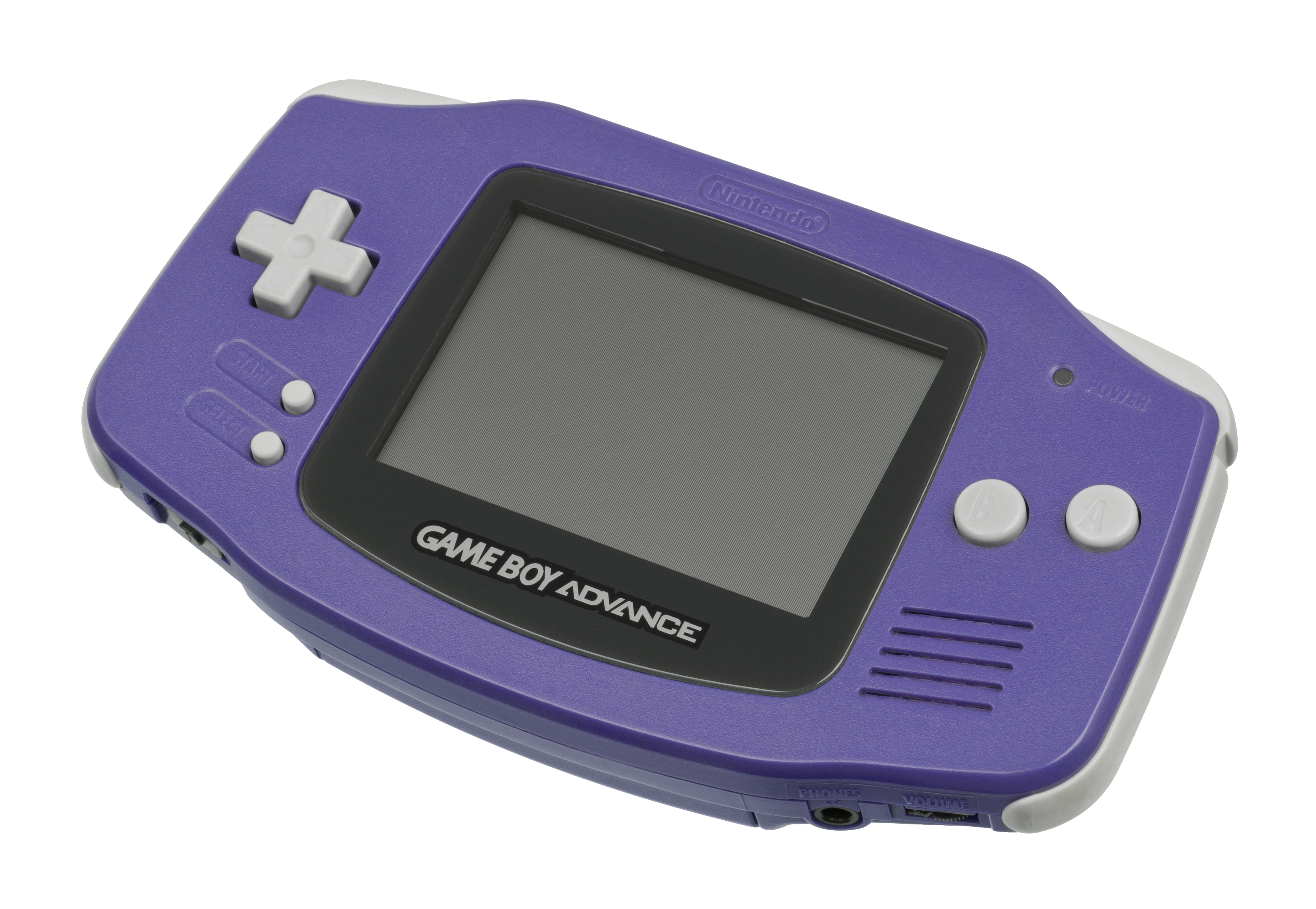
Game Boy Advance.

También conocida como Generacion Advance. Se conforma de los juegos Pokémon Rubí y Zafiro; y Pokémon Esmeralda. Todos ellos para la consola Game Boy Advance y vendidos a partir del 2003. En esta generación se presentó con 135 nuevos Pokémon, desde el número 251 hasta el número 386. Los sucesos de estos juegos ocurren en nueva región de Hoenn. En 2004 aparecen los remakes Pokémon Rojo Fuego y Pokémon Verde Hoja, que suceden nuevamente en Kanto, pero con características de la Generación Advance, además de ser compatibles con Rubí, Zafiro y Esmeralda. Sus características más destacables son la aparición de concursos Pokémon; de los combates dobles; de las naturalezas y las habilidades Pokémon. Sus iniciales son: Treecko, Torchic y Mudkip. El par de juegos original de esta generación, Rubí y Zafiro, tuvo su remake más tarde, en la sexta generación, para Nintendo 3DS.
Debido a las características de la nueva consola, los Pokémon tienen un tamaño digital de 16 bits, el doble de lo existente anteriormente, por lo que resultan incompatibles con las previas generaciones. Así, para poder completar la Pokédex, es necesario intercambiar con los remakes o Pokémon Colosseum y Pokémon XD, ambos para Nintendo GameCube.

## Cuarta generación

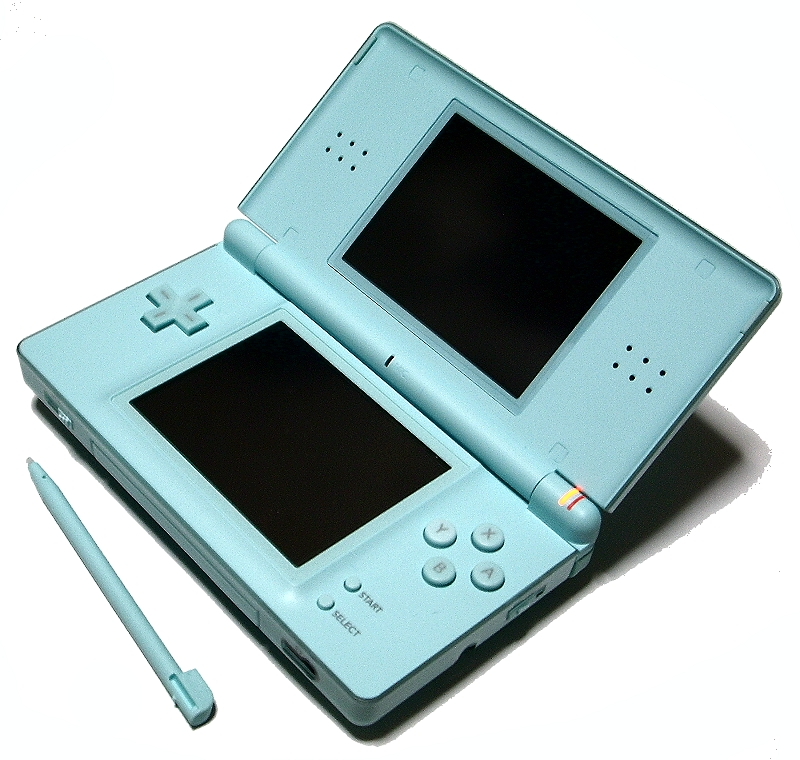
Nintendo DS Lite.

Formada por los videojuegos Pokémon Diamante y Perla, lanzados en Japón el 28 de septiembre de 2006, su reedición, Pokémon Platino y la adaptación de los videojuegos de segunda generación, Pokémon Oro corazón y Plata alma, todos para consolas de la familia Nintendo DS. Esta generación incluye los Pokémon desde el 386 hasta el 493, siendo un total de 107 nuevos. La región que introdujo esta generación se llama Sinnoh. Los Pokemón iniciales son Turtwig, Chimchar y Piplup.
Algunas novedades destacables de esta generación son: el poder utilizar la pantalla táctil de la Nintendo DS para manejar ciertas situaciones, el uso de la conexión Wi-Fi de Nintendo para intercambios o combates, el subsuelo de Sinnoh, la perspectiva aérea en 3D, entre otras.
Los videojuegos de cuarta generación tuvieron una gran repercusión por parte de la crítica y las ventas. Siendo Diamante y Perla uno de los videojuegos que más ventas ha cosechado de la saga, con casi 18 millones de copias vendidas en todo el mundo.
Está generación cuenta con un buen número de juegos que no forman parte de la línea principal, también llamados spin-off, como: Pokémon Battle Revolution, My Pokémon Ranch o el primer Pokémon Rumble para Nintendo Wii. También están los juegos de la saga Pokémon Mundo Misterioso: Azul, Exploradores del Tiempo/Oscuridad y Exploradores del cielo, además de la saga Pokémon Ranger: Sombras de Almia y Trazos de luz.

## Quinta generación
La conforman los juegos Pokémon Negro, Blanco, Negro 2 y Blanco 2 para consolas de la familia Nintendo DS. Con algunas funcionalidades propias de DSi. El par de juegos originales fueron revelados oficialmente por la web oficial de Pokémon en Japón el 9 de abril de 2010. Sus fechas de salida fueron el 18 de septiembre de 2010 en Japón, 4 de marzo de 2011 en Europa, 6 de marzo de 2011 en Estados Unidos y América Latina. El par original contó con una secuela que salió a la venta el 23 de junio de 2012. 
Las ediciones Blanco y Negro contarían esta vez con algunas diferencias más de las que solía haber, no solamente Pokémon exclusivos. En esta entrega se añadieron 156 nuevos Pokémon, desde el número 494 (Victini) hasta el 649 (Genesect), haciendo un total de 649, transformándose estos en los videojuegos que más criaturas nuevas han introducido hasta la fecha. El 10 de febrero de 2010 la revista CoroCoro lanzó una publicación en la cual muestra a un Pokémon llamado Zoroark y su preevolución llamada Zorua, los primeros mostrados en esta generación.
La historia está basada en la región Teselia/Unova, con 3 nuevos iniciales: Snivy, Tepig y Oshawott, junto con las mascotas de ambas versiones del juego: Reshiram para Pokémon Negro y Zekrom para Pokémon Blanco.
Con respecto a los juegos spin off, que no siguen la línea principal, en el año 2011 se lanzó el juego Pokémon: Rumble Blast, que destaca por ser el primer juego de Pokémon para la consola Nintendo 3DS, una historia basada en batallas con Pokémon representados en juguetes. Más tarde, se anunció el Juego Pokémon + Nobunaga's ambition, un crossover que mezcla Pokémon y la serie de videojuegos Nobunaga's Ambition, que fue lanzado en el año 2012. Pero más tarde, quinta generación contó con algún otro spin off como: PokéPark 2: Un mundo de ilusiones para Wii o Pokémon Mundo Misterioso: Portales al Infinito para Nintendo 3DS.
El 26 de febrero de 2012, en el programa japonés Pokemon Smash!, Junichi Masuda anuncia la producción de una secuela de Pokemon Blanco y Negro, llamada Pokemon Blanco 2 y Pokémon Negro 2 para consolas de la familia Nintendo DS, aunque también jugable para Nintendo 3DS, ya que esta consola portátil de Nintendo había salido a la venta en ese momento y esta cuenta con retrocompatibilidad con el catálogo de DS.
En el año 2012 salieron finalmente a la venta en Japón las ediciones: Pokémon edición Blanca 2 y Pokémon edición Negra 2. La historia se sitúa 2 años después del Blanco y Negro original. La mascota del juego es Kyurem Negro (Pokémon Negro 2) y Kyurem Blanco (Pokémon Blanco 2). La fecha de salida en Japón fue en junio de 2012 y en América y en Europa en otoño del 2012. El juego es válido para Nintendo DS y Nintendo 3DS (esta última sin aportar ningún efecto 3D).

## Sexta generación

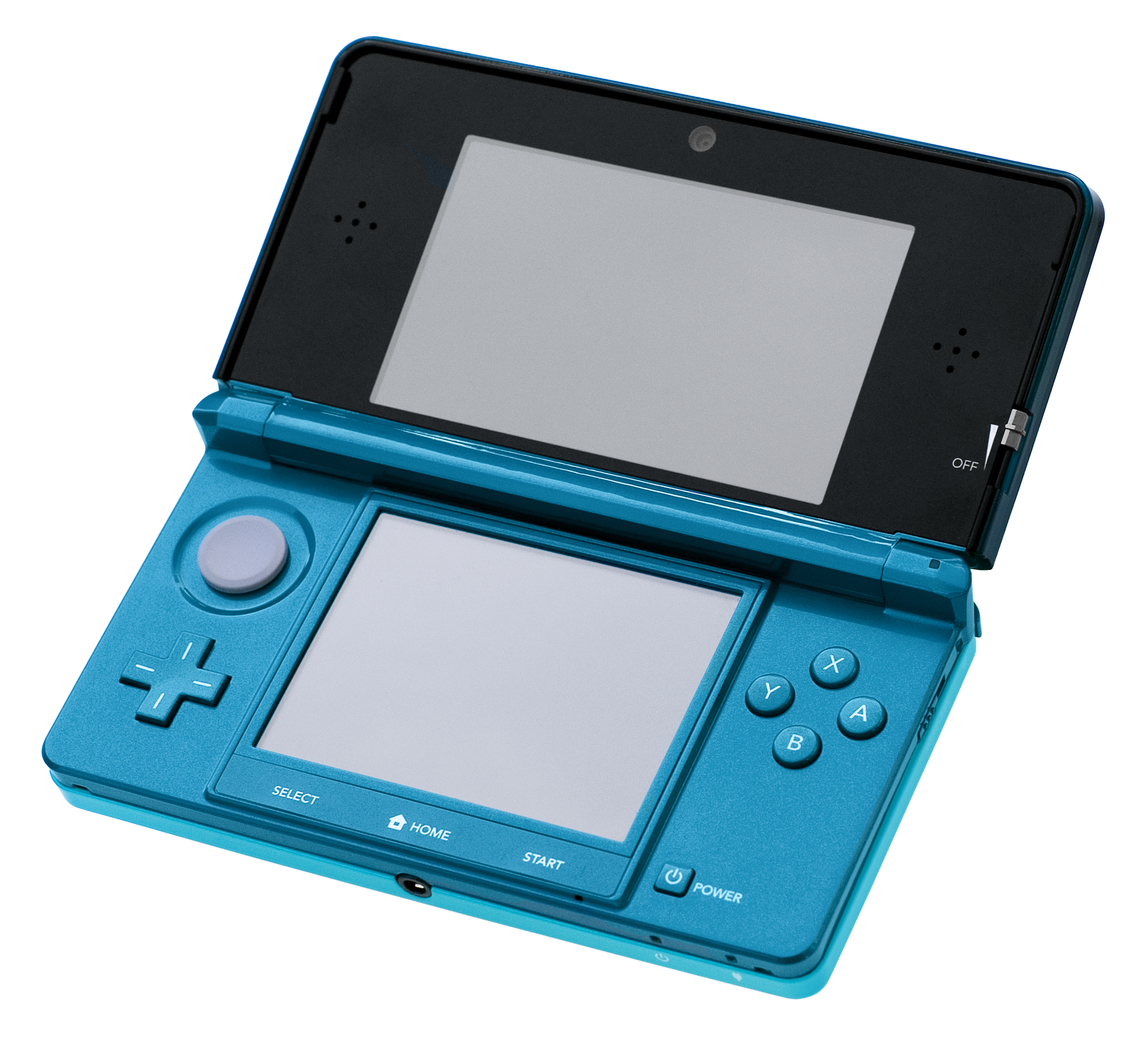
Nintendo 3DS

Pokémon X y Pokémon Y (ポケットモンスター Ｘ & ポケットモンスター Ｙ Pocket Monsters X & Pocket Monsters Y Poketto Monsutā X & Poketto Monsutā Y en japonés, Pokémon X & Pokémon Y en inglés) son dos videojuegos de Pokémon pertenecientes a la sexta generación. Fueron anunciados oficialmente en un Pokémon Direct en Japón el 8 de enero de 2013. Fue puesto a la venta mundialmente el día 12 de octubre en Europa, América y Japón. Esta generación también cuenta con los remakes de Pokémon Rubí y Zafiro: Pokémon Rubí Omega y Pokémon Zafiro Alfa, que salieron a la venta en noviembre del 2014.
Esta generación fue dada a conocer por el presidente global de Nintendo, Satoru Iwata, en una conferencia en línea mundial y habla de un nuevo juego para la consola Nintendo 3DS y Nintendo 3DS XL, el nombre de la versión se dio a conocer como "X" e "Y". Los iniciales son Chespin, Fennekin y Froakie. Esta generación añadió 72 Pokémon y las megaevoluciones de Pokémon de entregas anteriores. Hasta el momento se conocen 48 megaevoluciones diferentes.
La sexta generación cuenta con un notable número de videojuegos spin off, que no forman parte de la línea principal, como: Pokémon Art Academy, Pokémon Shuffle, Pokémon Mundo Megamisterioso o el videojuego de móviles Pokémon Duel que no llegó a todas las regiones de Europa, solo a Reino Unido.

## Séptima generación
La séptima generación de Pokémon comenzó con los videojuegos Pokémon Sol y Pokémon Luna, que fueron lanzados para las videoconsolas de la familia Nintendo 3DS y que salieron al mercado el 18 de noviembre del 2016 en Japón, América y Australia; más tarde, el 23 de noviembre del mismo año, salieron en Europa. Los juegos introdujeron nuevas especies de Pokémon, esta vez de la región de Alola, por lo que comenzaba una nueva generación. Se trató del par de videojuegos original que más novedades y cambios presentó para la franquicia hasta el momento, dejando atrás muchas tradiciones (como los gimnasios, medallas o el sistema de MO), dando el salto a proporciones más realistas y finalmente abandonando la clásica cuadrícula del mapeado.
En esta generación se introdujeron nuevas funciones como la RotomDex, las Pokémonturas (sustituyendo las clásicas M") o los Movimientos Z, entre otros. Además, en esta generación de Pokémon, se da un cambio radical a la temática del juego, dejando de lado los gimnasios Pokémon y centrándose ahora en lo que se hace llamar recorrido insular, una serie de pruebas típicas de la región de Alola. Las medallas de gimnasios son sustituidas por los cristales Z, que a diferencia de las medallas, estos tienen una función jugable. Hay 18 cristales Z en todo el juego, un cristal por cada tipo, y con ellos se pueden realizar, una vez por combate, un ataque más potente. También son introducidas las formas regionales por primera vez en la franquicia, que se tratan de Pokémon con una forma distinta a la normal, para así, adaptarse al clima de la región, en este caso, Alola, por lo que son llamadas "Formas Alola". Los Pokémon iniciales de la séptima generación son Rowlet, Litten y Popplio.
Los juegos Pokémon Sol y Luna salieron a la venta pocos meses después del "boom" mediático de la exitosa aplicación para móviles, Pokémon GO, lo que hizo que estas ediciones fuesen un éxito mundial vendiendo más de 16 millones de copias en su primer año, transformándose en los segundos juegos más vendidos de la consola Nintendo 3DS en menos de un año y en uno de los que más rápido han vendido de la franquicia. Además, los juegos recibieron grandes críticas por parte de la prensa, que llegaron a mencionarlo como el mejor juego de la saga en varias ocasiones.
Durante una transmisión Pokémon Direct del 6 de junio de 2017, dos nuevos videojuegos de la serie fueron revelados: Pokémon Ultrasol y Ultraluna los cuales fueron lanzados el 17 de noviembre de 2017. Estos son ediciones superiores de los juegos originales (del estilo de Pokémon Esmeralda o Pokémon Platino en el pasado), una reedición que ofrece una historia alternativa a la de Pokémon Sol y Luna y se centran nuevamente en la región de Alola, añadiendo nuevos Pokémon, contenido y características. Esta fue la primera vez que unos juegos de mitad de generación introdujeron nuevos Pokémon, antes de estos, solo el par inicial introducía nuevas criaturas.
El 29 de mayo de 2018 Pokémon Let's Go, Pikachu! y Let's Go, Eevee! fueron anunciados para Nintendo Switch, los primeros juegos de la saga principal para esta consola. Son remakes de Pokémon Amarillo con nuevos elementos como integración con Pokémon GO. Fueron lanzados el 16 de noviembre de 2018. Este fue el último juego de la línea principal que formó parte de la séptima generación, e incluyó dos nuevos Pokémon. Por lo que, finalmente, la generación incluyó 18 formas regionales y 88 nuevos Pokémon.
La séptima generación también tuvo algunos spin-off relevantes, como el videojuego Detective Pikachu, lanzado en marzo de 2018 para Nintendo 3DS (y que en 2019 tuvo una adaptación cinematográfica basada en el juego), Pokkén Tournament DX para Nintendo Switch o juegos de móviles como Pokémon Rumble Rush o Pokémon Masters EX.

## Octava generación

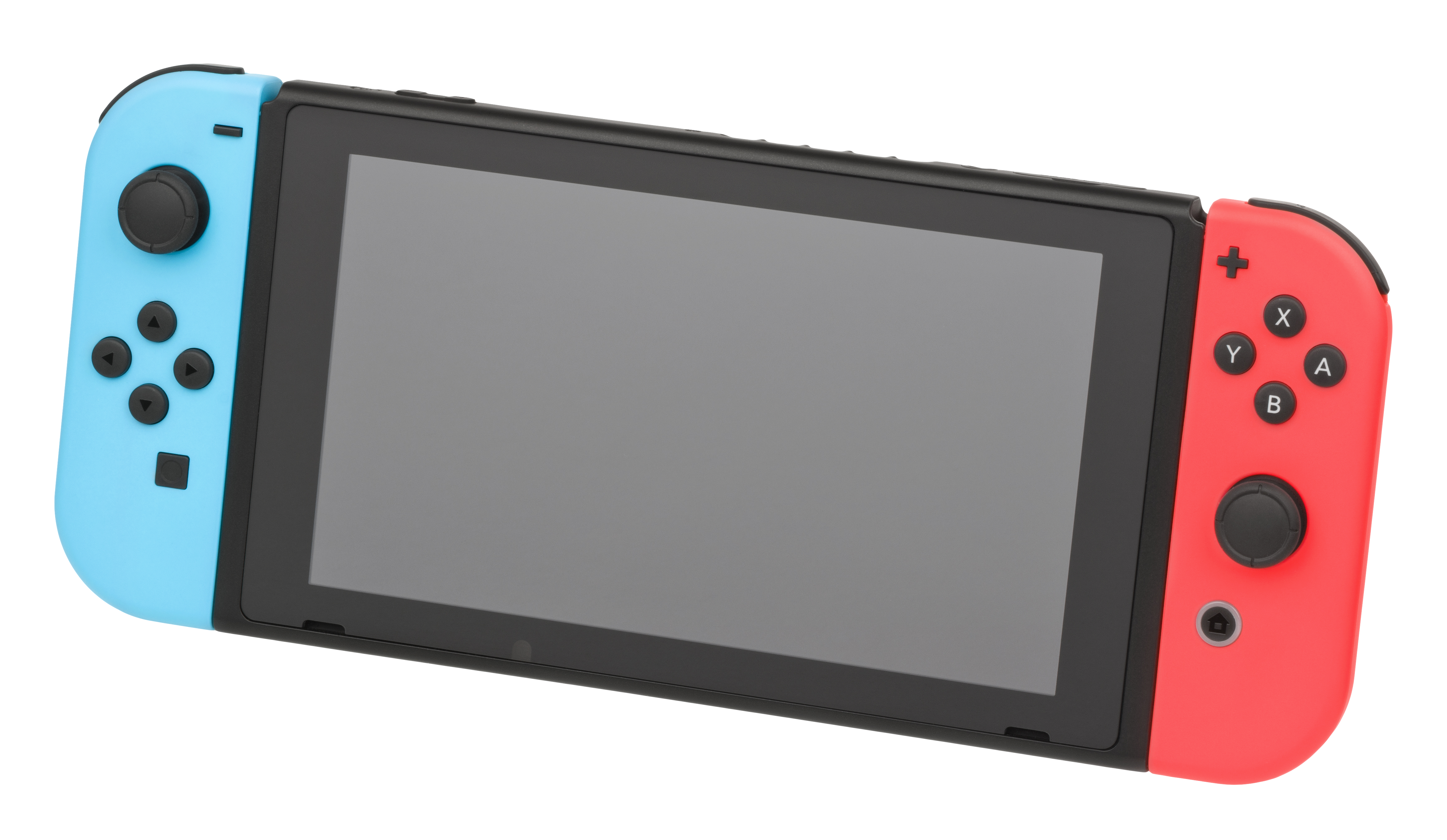
Nintendo Switch.

Durante el E3 2017, Nintendo confirmó que un nuevo juego de Pokémon estaba en desarrollo para Nintendo Switch. En un comienzo se pensó que sería el inicio de una nueva generación, pero finalmente los primeros juegos para esta consola fueron Pokémon Let's Go, Pikachu! y Let's Go, Eevee!, pertenecientes a la séptima generación. A pesar de esto, posteriormente, en una conferencia de prensa en Tokio, Japón, el 29 de mayo de 2018, The Pokémon Company confirmó que no solo esos juegos estaban siendo desarrollados para la consola, otro juego se encontraba en desarrollo actualmente y este sí se trataba de la primera entrega de la octava generación de la franquicia, que vería la luz en 2019.
El 27 de febrero de 2019, se dieron a conocer los nuevos títulos para Nintendo Switch llamados Pokémon espada y Pokémon escudo. Estos videojuegos se lanzaron el 15 de noviembre de 2019 en todo el mundo. Con estos comenzó la octava generación. En 2020 estos videojuegos recibieron una expansión con dos contenidos descargables de forma digital:  La isla de la armadura que salió el 17 de junio de 2020, y Las nieves de la corona que estuvo disponible el 23 de octubre de 2020. El 6 de noviembre de 2020 salió a la venta una reedición de los juegos en tiendas que incluía todo este contenido, pero ahora en formato físico. Los juegos incluyeron novedades como eliminar los encuentros aleatorios y mostrar a los Pokémon caminando por el mundo por primera vez o la inclusión de una pequeña zona de mundo abierto con cámara libre llamada "Área silvestre".
Aunque la recepción crítica de estos videojuegos estuvo envuelta en una gran polémica, la recepción comercial fue un auténtico éxito, con más de 20 millones de copias vendidas actualmente, siendo el tercer juego más vendido de la saga por ahora.
El 26 de febrero de 2021 se anunció en un Pokémon Presents especial para celebrar el 25 aniversario de la franquicia, que unos remakes de los videojuegos Pokémon Diamante y Perla están en desarrollo y saldrán a la venta a finales de año bajo el nombre de Pokémon Diamante Brillante y Pokémon Perla Reluciente. Los juegos volverán a la estética clásica de cuadrícula que la saga mantuvo hasta la sexta generación, esta vez con un estilo chibi, en miniatura, manteniéndose lo más fieles posible a los juegos originales, incluso volviendo a incluir los encuentros aleatorios. Estos remakes, serán los primeros juegos de la saga principal de Pokémon que no son desarrollados por Game Freak, ya que están siendo desarrollados por ILCA y publicados por The Pokémon Company.
En esta presentación también se anunció el videojuego Leyendas Pokémon: Arceus, el primer videojuego completamente de mundo abierto de la franquicia y que toma otro camino con respecto a lo usual en la saga principal. Desarrollado por Game Freak fue lanzado el 28 de enero de 2022.

## Novena generación
El 27 de febrero de 2022, en el Pokémon Presents fueron anunciados Pokémon Escarlata y Pokémon Púrpura para Nintendo Switch, y fueron lanzados el 18 de noviembre de 2022. El 27 de febrero de 2023, se anunció un paquete de expansión de dos partes titulado El Tesoro Oculto del Área Cero. La primera parte, La Máscara Turquesa, fue lanzada el 13 de septiembre de 2023. La segunda parte, El Disco Índigo, fue lanzada el 14 de diciembre de 2023. El epílogo, Mochisteria, fue lanzado el 11 de enero de 2024.
Esta generación introdujo un total de 120 nuevos pokémons, 103 revelados en Pokemon Scarlet y Violet, 2 revelados en Teraincursiones especiales, 7 revelados en La Máscara Turquesa, 7 revelados en El Disco Índigo y 1 revelado en Mochisteria, haciendo un total general de 1025 Pokémon.
El 27 de febrero de 2024, se anunció Leyendas Pokémon: Z-A se lanzaría en 2025 en Nintendo Switch. Contará con el regreso a Ciudad Luminalia de la región de Kalos de Pokémon X e Y y será la primera aparición de la Megaevolución en un juego de Pokémon desde Pokémon Let's Go, Pikachu! y Let's Go, Eevee!.